# محمدعلی شالفروش
محمدعلی شالفروش  از بازاریهای تهرانی بود، که در دوره نخست بعنوان نماینده تهران در مجلس شورای ملی حضور داشت.

## زندگی
حاج محمدعلى شال‏فروش از تجار معتبر تهران بود كه به امر تجارت شال از هندوستان اشتغال داشت و در دوره‏ اول از طرف تجار تهران به وكالت مجلس برگزیده شد. همسرش نظام السلطان خواجه‌نوری بود.
فرزندش محسن خواجه‌نوری سیاستمدار ایرانی است. محسن خواجه‌نوری یک دوره به عنوان سناتور در مجلس سنا و دو دوره به عنوان نماینده مجلس شورای ملی و مدیرعامل بیمه تأمین اجتماعی بود.